# Linsjön, Uppland
Linsjön är en våtmark, tidigare sjö i Norrtälje kommun i Uppland och ingår i Skeboån-Broströmmens kustområde.